# Grand Prix Formule 1 van Bahrein 2018
De Grand Prix Formule 1 van Bahrein 2018 werd gehouden op 8 april op het Bahrain International Circuit. Het was de tweede race van het seizoen 2018.

## Vrije trainingen

### Uitslagen
- Er wordt enkel de top-5 weergegeven.

| Vrije training 1 | Pos | No | Coureur          | Constructeur       | Tijd     |
| ---------------- | --- | -- | ---------------- | ------------------ | -------- |
| Vrije training 1 | 1   | 3  | Daniel Ricciardo | Red Bull-TAG Heuer | 1:31.060 |
| Vrije training 1 | 2   | 77 | Valtteri Bottas  | Mercedes           | 1:31.364 |
| Vrije training 1 | 3   | 7  | Kimi Räikkönen   | Ferrari            | 1:31.458 |
| Vrije training 1 | 4   | 5  | Sebastian Vettel | Ferrari            | 1:31.470 |
| Vrije training 1 | 5   | 44 | Lewis Hamilton   | Mercedes           | 1:32.272 |
| Vrije training 2 | Pos | No | Coureur          | Constructeur       | Tijd     |
| Vrije training 2 | 1   | 7  | Kimi Räikkönen   | Ferrari            | 1:29.817 |
| Vrije training 2 | 2   | 5  | Sebastian Vettel | Ferrari            | 1:29.828 |
| Vrije training 2 | 3   | 77 | Valtteri Bottas  | Mercedes           | 1:30.380 |
| Vrije training 2 | 4   | 44 | Lewis Hamilton   | Mercedes           | 1:30.472 |
| Vrije training 2 | 5   | 33 | Max Verstappen   | Red Bull-TAG Heuer | 1:30.745 |
| Vrije training 3 | Pos | No | Coureur          | Constructeur       | Tijd     |
| Vrije training 3 | 1   | 7  | Kimi Räikkönen   | Ferrari            | 1:29.868 |
| Vrije training 3 | 2   | 33 | Max Verstappen   | Red Bull-TAG Heuer | 1:30.393 |
| Vrije training 3 | 3   | 3  | Daniel Ricciardo | Red Bull-TAG Heuer | 1:30.452 |
| Vrije training 3 | 4   | 44 | Lewis Hamilton   | Mercedes           | 1:30.691 |
| Vrije training 3 | 5   | 5  | Sebastian Vettel | Ferrari            | 1:30.719 |

## Kwalificatie
Het eerste deel van de kwalificatie lag enkele minuten stil nadat Red Bull-coureur Max Verstappen in de tweede bocht crashte. In het laatste deel van de kwalificatie was Ferrari-coureur Sebastian Vettel de snelste, waarmee hij zijn eerste pole position van het jaar behaalde. Zijn teamgenoot Kimi Räikkönen reed de tweede tijd, terwijl de Mercedes-rijders Valtteri Bottas en Lewis Hamilton respectievelijk derde en vierde werden. Daniel Ricciardo in de laatste overgebleven Red Bull eindigde als vijfde, terwijl Toro Rosso-coureur Pierre Gasly verrassend de zesde tijd neerzette. Kevin Magnussen werd voor Haas zevende, waarmee hij de als achtste geëindigde Renault-coureur Nico Hülkenberg voor wist te blijven. De top 10 werd afgesloten door Force India-rijder Esteban Ocon en de andere Renault-coureur Carlos Sainz jr.
Na afloop van de kwalificatie ontving Lewis Hamilton een straf van vijf startplaatsen omdat hij zijn versnellingsbak moest laten wisselen.

### Kwalificatie-uitslag
| Pos                 | No | Coureur           | Constructeur         | Q1       | Q2        | Q3       | Grid |
| ------------------- | -- | ----------------- | -------------------- | -------- | --------- | -------- | ---- |
| 1                   | 5  | Sebastian Vettel  | Ferrari              | 1:29.060 | 1:28.341  | 1:27.958 | 1    |
| 2                   | 7  | Kimi Räikkönen    | Ferrari              | 1:28.951 | 1:28.515  | 1:28.101 | 2    |
| 3                   | 77 | Valtteri Bottas   | Mercedes             | 1:29.275 | 1:28.794  | 1:28.124 | 3    |
| 4                   | 44 | Lewis Hamilton    | Mercedes             | 1:29.396 | 1:28.458  | 1:28.220 | 9    |
| 5                   | 3  | Daniel Ricciardo  | Red Bull-TAG Heuer   | 1:29.552 | 1:28.962  | 1:28.398 | 4    |
| 6                   | 10 | Pierre Gasly      | Toro Rosso-Honda     | 1:30.121 | 1:29.836  | 1:29.329 | 5    |
| 7                   | 20 | Kevin Magnussen   | Haas-Ferrari         | 1:29.594 | 1:29.623  | 1:29.358 | 6    |
| 8                   | 27 | Nico Hülkenberg   | Renault              | 1:30.260 | 1:29.187  | 1:29.570 | 7    |
| 9                   | 31 | Esteban Ocon      | Force India-Mercedes | 1:30.338 | 1:30.009  | 1:29.874 | 8    |
| 10                  | 55 | Carlos Sainz jr.  | Renault              | 1:29.893 | 1:29.802  | 1:29.986 | 10   |
| 11                  | 28 | Brendon Hartley   | Toro Rosso-Honda     | 1:30.412 | 1:30.105  |          | 11   |
| 12                  | 11 | Sergio Pérez      | Force India-Mercedes | 1:30.218 | 1:30.156  |          | 12   |
| 13                  | 14 | Fernando Alonso   | McLaren-Renault      | 1:30.530 | 1:30.212  |          | 13   |
| 14                  | 2  | Stoffel Vandoorne | McLaren-Renault      | 1:30.479 | 1:30.525  |          | 14   |
| 15                  | 33 | Max Verstappen    | Red Bull-TAG Heuer   | 1:29.374 | geen tijd |          | 15   |
| 16                  | 8  | Romain Grosjean   | Haas-Ferrari         | 1:30.530 |           |          | 16   |
| 17                  | 9  | Marcus Ericsson   | Sauber-Ferrari       | 1:31.063 |           |          | 17   |
| 18                  | 35 | Sergej Sirotkin   | Williams-Mercedes    | 1:31.414 |           |          | 18   |
| 19                  | 16 | Charles Leclerc   | Sauber-Ferrari       | 1:31.420 |           |          | 19   |
| 20                  | 18 | Lance Stroll      | Williams-Mercedes    | 1:31.503 |           |          | 20   |
| 107% tijd: 1:35.177 |    |                   |                      |          |           |          |      |

## Wedstrijd

### Verslag
De race werd gewonnen door Sebastian Vettel, die zijn tweede zege van het seizoen behaalde. Valtteri Bottas kon hem in de laatste ronden nog aanvallen, maar werd uiteindelijk tweede, voor de als derde geëindigde Lewis Hamilton. Pierre Gasly werd vierde en behaalde hiermee zijn eerste punten in de Formule 1, waarbij hij Kevin Magnussen voor wist te blijven. Nico Hülkenberg eindigde op de zesde plaats, voor de McLaren-coureurs Fernando Alonso en Stoffel Vandoorne. Met een negende plaats behaalde Sauber-coureur Marcus Ericsson zijn eerste puntenfinish sinds de Grand Prix van Italië 2015. De top 10 werd afgesloten door Esteban Ocon, die enkele ronden voor het eind van de race Carlos Sainz jr. wist te passeren.
Na afloop van de race kregen zowel Force India-coureur Sergio Pérez en Toro Rosso-rijder Brendon Hartley een tijdstraf van 30 seconden. In de opwarmronde haalde Pérez Hartley in, terwijl Hartley de positie in de rest van de opwarmronde niet terugnam.
Gedurende de race deed zich een ongeval in de pits voor. Toen Räikkönen in ronde 35 binnenkwam voor zijn tweede pitstop werd hij te vroeg weer op pad gestuurd waardoor de monteur Francesco Cigarini die het wiel wisselde geraakt werd. Later bleek dat het systeem dat het groen licht gaf aan Räikkönen niet correct werkte en onjuist aangaf dat de pitstop compleet was uitgevoerd.
Räikkönen stopte na enkele tientallen meters rijden in de pit, na advies via de boordradio, en viel uit door het incident. Ferrari kreeg een boete opgelegd van €50,000 voor een “unsafe release”.

### Race-uitslag
| Pos. | No. | Coureur           | Constructeur         | Rondes | Tijd/Oorzaak uitval | Grid | Punten |
| ---- | --- | ----------------- | -------------------- | ------ | ------------------- | ---- | ------ |
| 1    | 5   | Sebastian Vettel  | Ferrari              | 57     | 1:32:01.940         | 1    | 25     |
| 2    | 77  | Valtteri Bottas   | Mercedes             | 57     | +0.699              | 3    | 18     |
| 3    | 44  | Lewis Hamilton    | Mercedes             | 57     | +6.512              | 9    | 15     |
| 4    | 10  | Pierre Gasly      | Toro Rosso-Honda     | 57     | +1:02.234           | 5    | 12     |
| 5    | 20  | Kevin Magnussen   | Haas-Ferrari         | 57     | +1:15.046           | 6    | 10     |
| 6    | 27  | Nico Hülkenberg   | Renault              | 57     | +1:39.024           | 7    | 8      |
| 7    | 14  | Fernando Alonso   | McLaren-Renault      | 56     | +1 ronde            | 13   | 6      |
| 8    | 2   | Stoffel Vandoorne | McLaren-Renault      | 56     | +1 ronde            | 14   | 4      |
| 9    | 9   | Marcus Ericsson   | Sauber-Ferrari       | 56     | +1 ronde            | 17   | 2      |
| 10   | 31  | Esteban Ocon      | Force India-Mercedes | 56     | +1 ronde            | 8    | 1      |
| 11   | 55  | Carlos Sainz jr.  | Renault              | 56     | +1 ronde            | 10   |        |
| 12   | 16  | Charles Leclerc   | Sauber-Ferrari       | 56     | +1 ronde            | 19   |        |
| 13   | 8   | Romain Grosjean   | Haas-Ferrari         | 56     | +1 ronde            | 16   |        |
| 14   | 18  | Lance Stroll      | Williams-Mercedes    | 56     | +1 ronde            | 20   |        |
| 15   | 35  | Sergej Sirotkin   | Williams-Mercedes    | 56     | +1 ronde            | 18   |        |
| 16   | 11  | Sergio Pérez      | Force India-Mercedes | 56     | +1 ronde            | 12   |        |
| 17   | 28  | Brendon Hartley   | Toro Rosso-Honda     | 56     | +1 ronde            | 11   |        |
| DNF  | 7   | Kimi Räikkönen    | Ferrari              | 35     | Pitstop             | 2    |        |
| DNF  | 33  | Max Verstappen    | Red Bull-TAG Heuer   | 3      | Differentieel       | 15   |        |
| DNF  | 3   | Daniel Ricciardo  | Red Bull-TAG Heuer   | 1      | Elektrisch          | 4    |        |

## Tussenstanden wereldkampioenschap
Betreft tussenstanden voor het wereldkampioenschap na afloop van de race.

### Coureurs
| Positie | No. | Rijder           | Team               | Punten |
| ------- | --- | ---------------- | ------------------ | ------ |
| 01      | 5   | Sebastian Vettel | Ferrari            | 50     |
| 02      | 44  | Lewis Hamilton   | Mercedes           | 33     |
| 03      | 77  | Valtteri Bottas  | Mercedes           | 22     |
| 04      | 14  | Fernando Alonso  | McLaren-Renault    | 16     |
| 05      | 7   | Kimi Räikkönen   | Ferrari            | 15     |
| 06      | 27  | Nico Hülkenberg  | Renault            | 14     |
| 07      | 3   | Daniel Ricciardo | Red Bull-TAG Heuer | 12     |
| 08      | 10  | Pierre Gasly     | Toro Rosso-Honda   | 12     |
| 09      | 20  | Kevin Magnussen  | Haas-Ferrari       | 10     |
| 10      | 33  | Max Verstappen   | Red Bull-TAG Heuer | 8      |

### Constructeurs
| Positie | Team                 | Punten |
| ------- | -------------------- | ------ |
| 01      | Ferrari              | 65     |
| 02      | Mercedes             | 55     |
| 03      | McLaren-Renault      | 22     |
| 04      | Red Bull-TAG Heuer   | 20     |
| 05      | Renault              | 15     |
| 06      | Toro Rosso-Honda     | 12     |
| 07      | Haas-Ferrari         | 10     |
| 08      | Sauber-Ferrari       | 2      |
| 09      | Force India-Mercedes | 1      |
| 10      | Williams-Mercedes    | 0      |